# Whole Lotta Money
"Whole Lotta Money"는 미국의 래퍼 비아의 노래이다. EP For Certain의 3번째 수록곡으로, 에픽 레코드를 통해 2020년 12월 10일에 발매되었다.

## 리믹스
"Whole Lotta Money (Remix)"는 2021년 7월 9일에 발매되었고, 니키 미나즈가 피처링으로 참여했다.

### 배경
니키 미나즈는 "Whole Lotta Money"가 마음에 들어 인스타그램을 통해 비아에게 연락했다.

### 음악 및 가사
비아는 첫 번째 벌스에서 자신은 돈이 없는 사람들과 질투심 많은 여자들과 어울리지 않는다고 주장한다. 미나즈는 “I put on my jewelry just to suck my nigga off / Fingers on his balls like I’m ‘bout to tell him, ‘Cough’” 등 거침없는 가사를 내뱉는다. 이후 비아와 미나즈는 마지막 벌스에서 서로 랩을 주고받는다.

### 평가
<세드릭세드>에서 평점 B를 받았다. 그에 따르면, "유명 래퍼의 도움을 받지 않은 EP 버전이 훨씬 더 들을 가치가 있다." 또한 "비아는 니키 미나즈의 피처링으로 받은 관심을 유지하는 데 성공한다면 래퍼로서의 미래가 밝다."
<더 뮤지컬 하이프>에서 5점 만점에 4점을 받았다. 브렌트 폴크너 평론가에 따르면, "비아는 언제나 거침없고 당당한 니키 미나즈의 도움을 받아 중독적인 뱅어를 발매했다. 'Whole Lotta Money'는 두 래퍼의 개성, 당당하고 흥미로운 라임, 미니멀한 프로덕션 등 히트곡의 특성을 모두 가지고 있다."
| 출판사      | 리스트              | 순위 | 각주  |
| ----------- | ------------------- | ---- | ----- |
| <롤링 스톤> | 2021 최고의 노래 50 | 38   | [ 1 ] |

### 수상 및 후보
| 시상식          | 연도 | 부문                | 결과 | 각주  |
| --------------- | ---- | ------------------- | ---- | ----- |
| BET 힙합 어워드 | 2021 | 올해의 노래         | 후보 | [ 4 ] |
| BET 힙합 어워드 | 2021 | 최우수 콜라보레이션 | 후보 | [ 4 ] |

### 차트
| 차트 (2021)              | 최고 순위 |
| ------------------------ | --------- |
| 뉴질랜드 핫 싱글 (RMNZ)  | 11        |
| 미국 빌보드 핫 100       | 16        |
| 캐나다 (캐나디안 핫 100) | 42        |

### 인증
| 지역        | 인증     | 판매량 |
| ----------- | -------- | ------ |
| 미국 (RIAA) | 플래티넘 | 100만  |